# Mala stenar

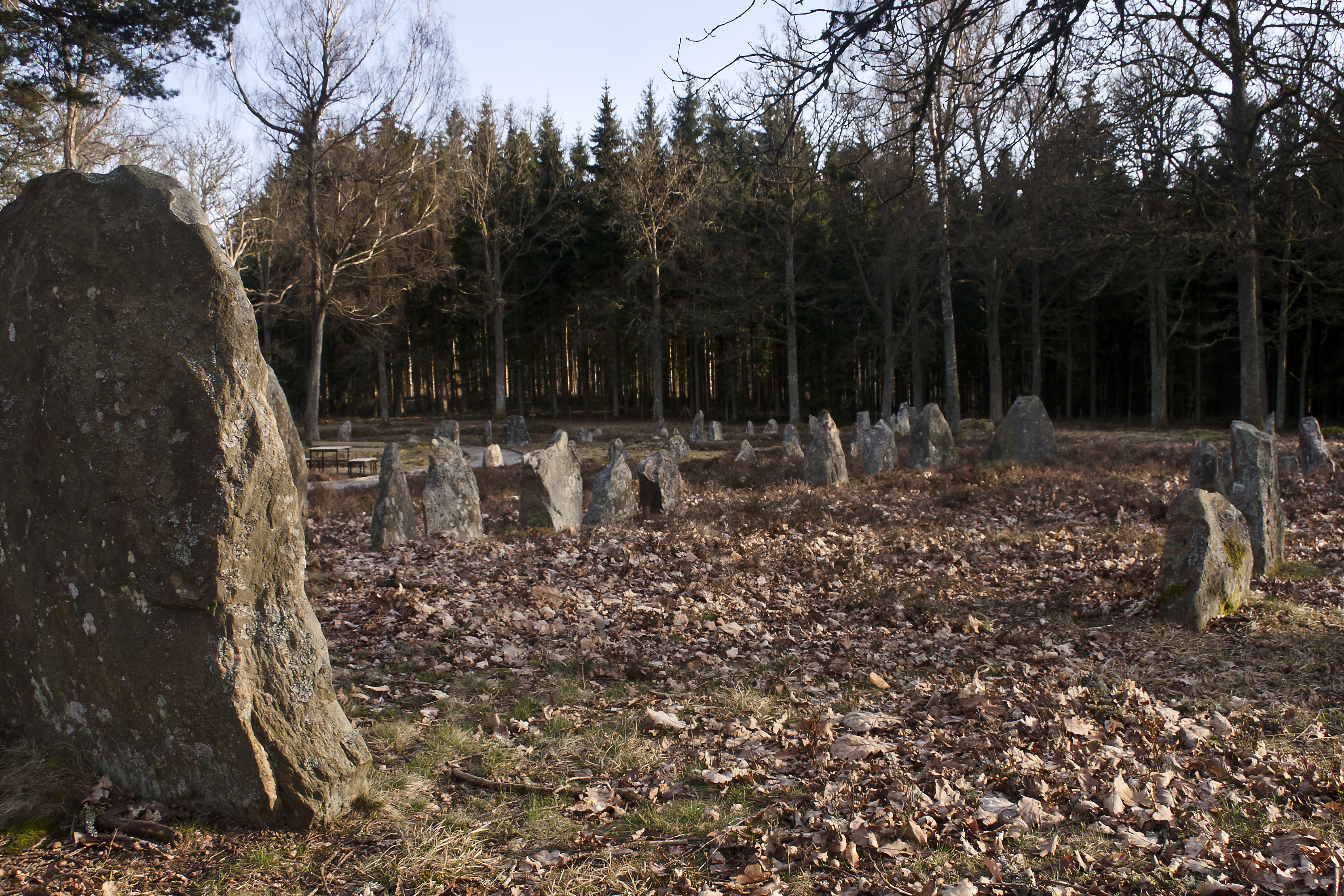
Schiffssetzung auf Mala stenar

Mala stenar ist ein eisenzeitliches Gräberfeld in der schwedischen Provinz Skåne län. Es liegt gut sichtbar auf einer Anhöhe nahe dem Ort Mala, in der Gemeinde Hässleholm.
Auf dem 95 × 80 m messenden Gräberfeld, das zumeist aus Brandgräbern in Urnen besteht, sind etwa 50 Denkmäler zu finden, darunter sechs Schiffssetzungen (die größte ist 16,5 m lang), ein Steinkreis und 43 Menhire.
Das Gräberfeld wurde vermutlich in der späten nordischen Eisenzeit bzw. in der Vendel- und Wikingerzeit zwischen 600 und 900 n. Chr. benutzt. Das Gebiet wird durch die Provinzialregierung von Skåne län als Kulturdenkmal eingestuft.

Mala stenar
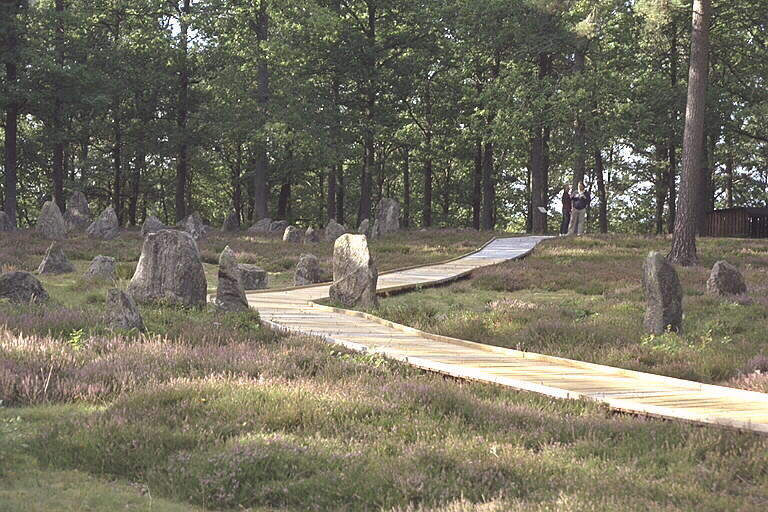
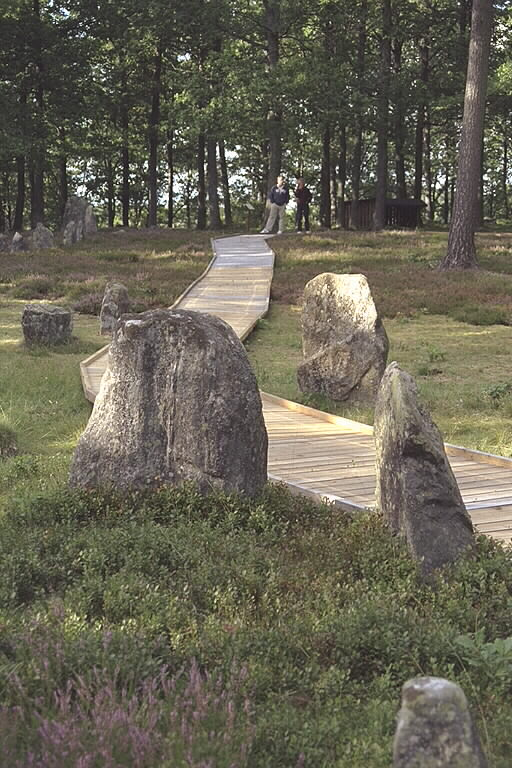
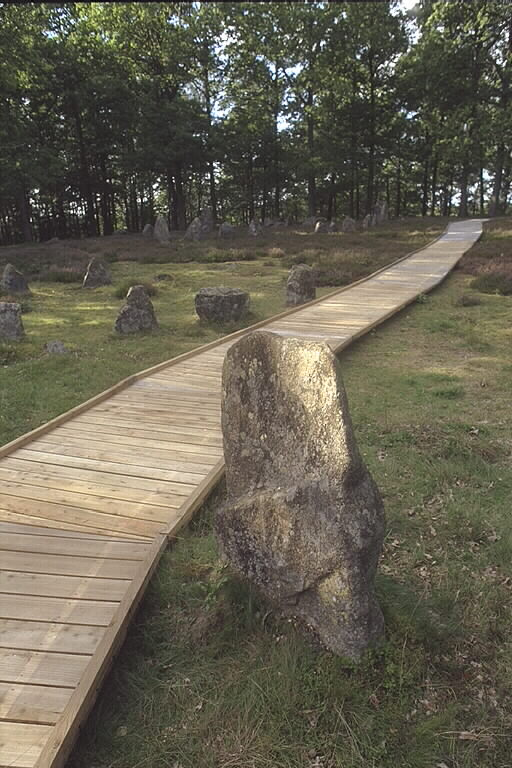
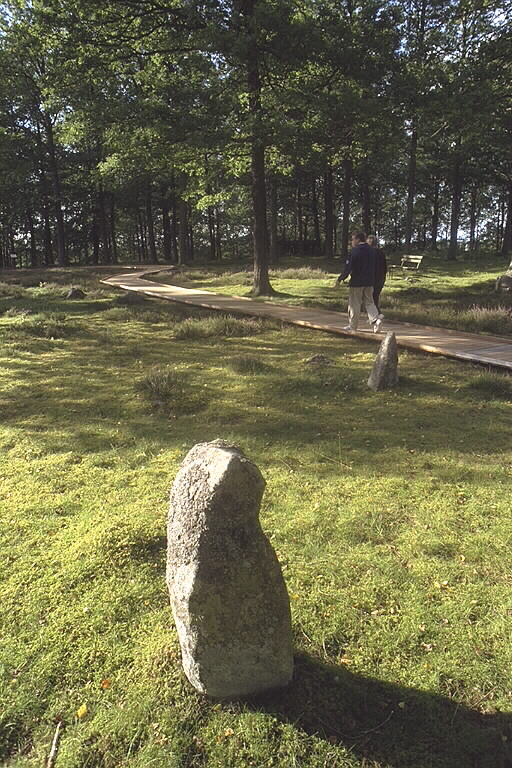